# Villa Menichetti
Villa Menichetti è una dimora signorile situata in via Piana, 210 (nella Traversa seconda) nella zona di Sant'Alessio a Lucca.

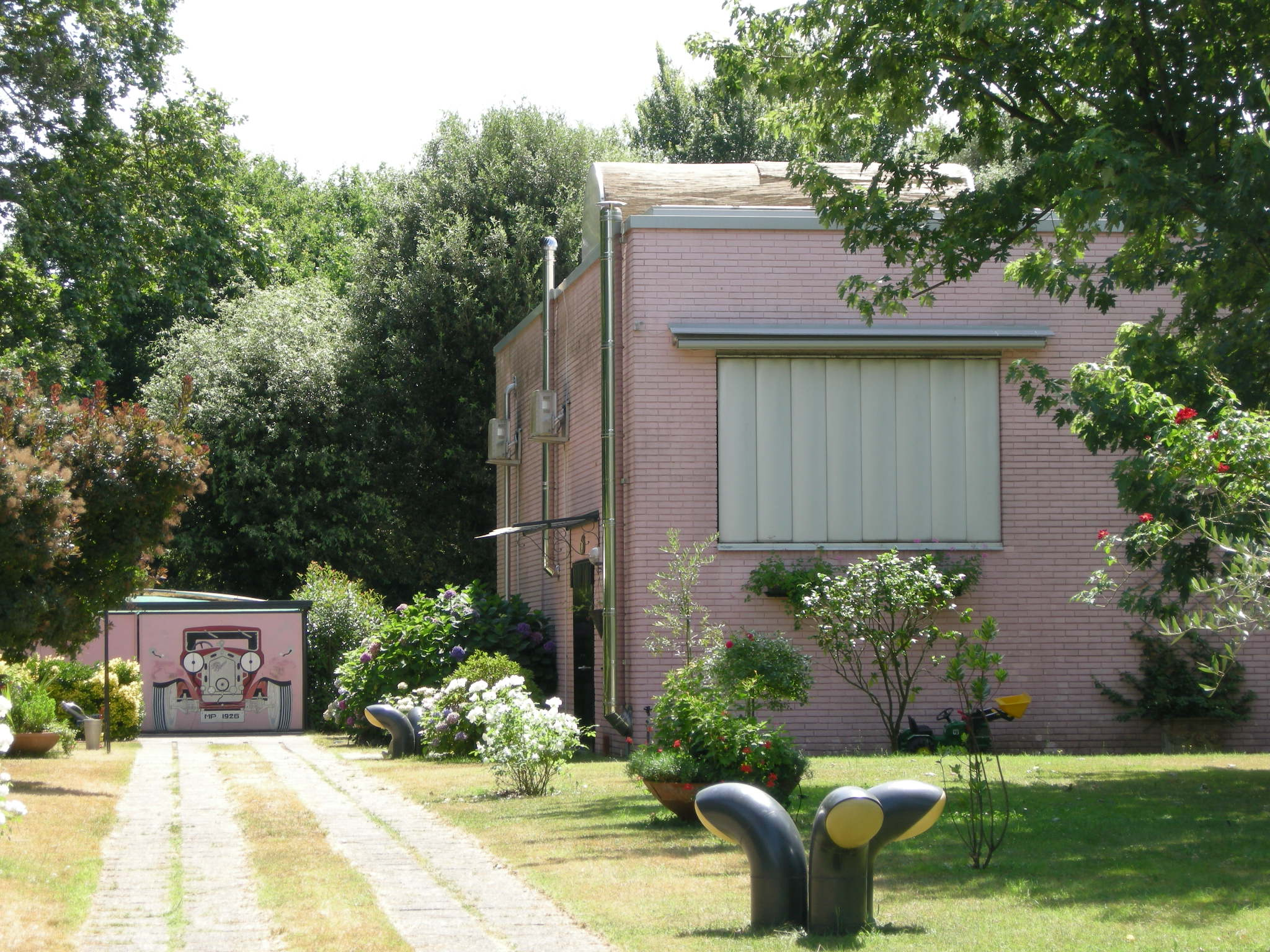
Villa Menichetti

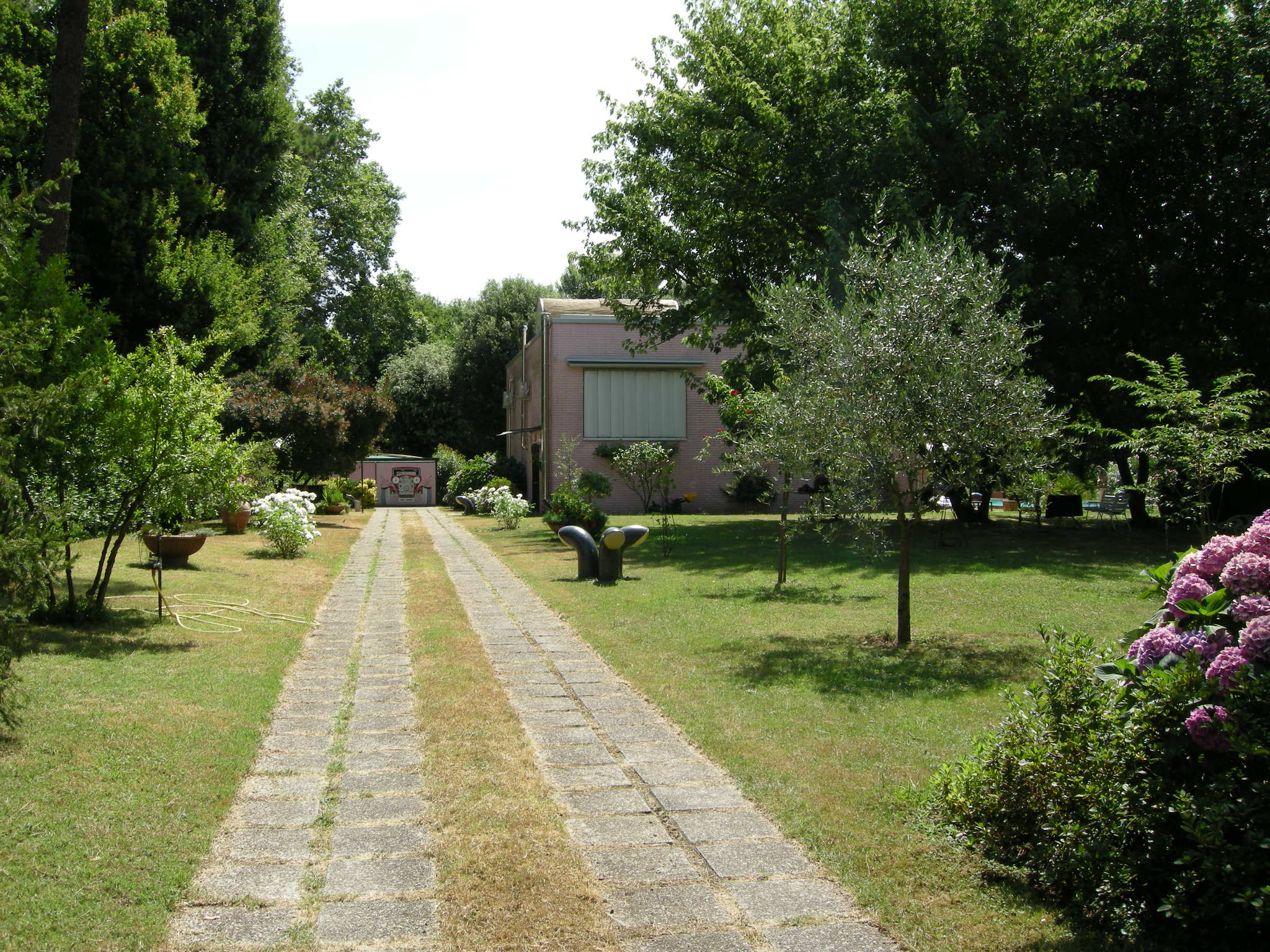
Giardino

La casa si trova in bassa collina, circondata da una campagna ricca di ville storiche. Dei tre piani che la costituiscono, solo l'ultimo è completamente fuori terra ed è destinato all'abitazione, mentre quello sottostante, destinato a ospitare lo studio, è seminterrato. Il restante, completamente interrato, ospita un laboratorio, un ambiente ricreativo oltre a locali tecnici e accessori.

## Storia
La villa nasce nel 1969-70 su progetto del designer Piero Menichetti come propria casa-studio e diviene subito una sorta di esemplificazione delle idee e delle proposte progettuali dell'autore nel campo del design, grazie, da un lato, all'attenzione da parte di riviste del settore e, in ambito lucchese, al rapporto stretto e fattivo che l'autore mantenne con settori produttivi e varie aziende locali.
Di particolare interesse risultarono soprattutto alcune soluzioni distributive e d'interno, qui rese con efficacia, da cui alcune ditte locali traggono nuovo impulso, come nel caso delle mattonelle in cemento colorato per la pavimentazione del piano abitazione, in produzione già dalla fine del secolo scorso e da allora di nuovo diffuse.

## Architettura
Il muro perimetrale nasconde la copertura a falde molto ribassate con il manto realizzato in lastre di rame su una struttura portante in capriate d'acciaio. Oltre ciò, il muro perimetrale nasconde due cortili interni scoperti. Il più grande, sull'angolo nord-est, ospita le scale esterne d'accesso alla casa e allo studio, riparate con lastre ricurve di plexiglas su una struttura in acciaio. La restante parte del cortile è a verde. Sul lato nord-est è il cortile più piccolo destinato a giardino, attrezzato anche per la zona lavanderia al piano interrato.
Il fronte nord presenta solo un portone in ferro, verniciato di nero, attraverso il quale si accede al cortile più grande e una finestratura verticale continua in alluminio. I prospetti est e ovest mostrano un'apertura squadrata e alta dal suolo, chiusa solo con pannelli verticali d'alluminio orientabili con funzione di brise-soleil e che si aprono verso i rispettivi cortili. Sul fronte sud, questo tipo di chiusura ha uno sviluppo maggiore servendo da persiane mobili per la finestratura in alluminio del soggiorno. Ancora sul fronte sud, esiste un'analoga finestratura, bassa da terra, per l'ambiente studio. Prospiciente il fronte sud è una piscina che ha le stesse misure in altezza e lunghezza di questo prospetto, essendo nelle intenzioni di Menichetti omologa al fronte.
L'interno, destinato ad abitazione, è articolato su una pianta libera. La camera da letto è rialzata e separata rispetto al soggiorno con una bassa parete prefabbricata. La stanza da bagno è rivestita in parte con piastrelle dell'Impruneta, a specchio, il cui disegno è riproposto da ripiani-sedile in poliuretano elastico. Il lavabo è incassato in un mobile rivestito in print rigato bianco-rosa su disegno dello stesso Menichetti.
La cucina è quasi aperta sul soggiorno se non fosse per un lungo mobile in print rigato, ad altezza d'uomo, che contiene tutti gli elementi necessari. I pavimenti, a esclusione della camera da letto e del bagno, sono realizzati con piastrelle esagonali in cemento colorato bianco-nero rappresentanti un disegno geometrico trompe-l'œil raffigurante un cubo, prodotte già all'inizio del secolo da una ditta di Lucca.
Il tavolo da pranzo, in legno, con sedie ispirate a Mackintosh, sono realizzate su disegno di Menichetti stesso come pure la lampada da terra "Tumbo", realizzata negli anni '70 per Ismos dei fratelli Sartoni, primaria azienda italiana dell'illuminazione per esterni dell'epoca.
Tutto l'appartamento è controsoffittato con doghe di legno d'abete. Lo studio si trova a una quota inferiore di un metro rispetto al terreno ed è, come ogni altro ambiente della villa, privo di intonaco, con la muratura in mattoni in vista come all'esterno. Il pavimento di questo ambiente è in piastrelle. Il piano interrato, pavimentato parte in moquette e parte in gres, resta avvolto da una penombra dovuta alla presenza solo di alcune prese di luce orizzontali.

## Fortuna critica
La casa si presenta "come un parallelepipedo di mattoni a vista come le case dei contadini lucchesi, ma dipinto rosa-casa-di-fattore", con la essenziale differenza però che "il brise-soleil, in alluminio di cm. 40, brutalmente fuori scala con la trama dei mattoni, è un "no" netto e deciso ad ogni possibile allusione vernacolare". A proposito degli spazi interni, nello stesso articolo si nota ancora come "la scoperta di regole e dettagli di invenzioni divertenti continua fra oggetti-funzione, cellule-bagno, inquadrature di panorami astratti, ricomposti e affettati nella griglia del brise-soleil".